# 녹유

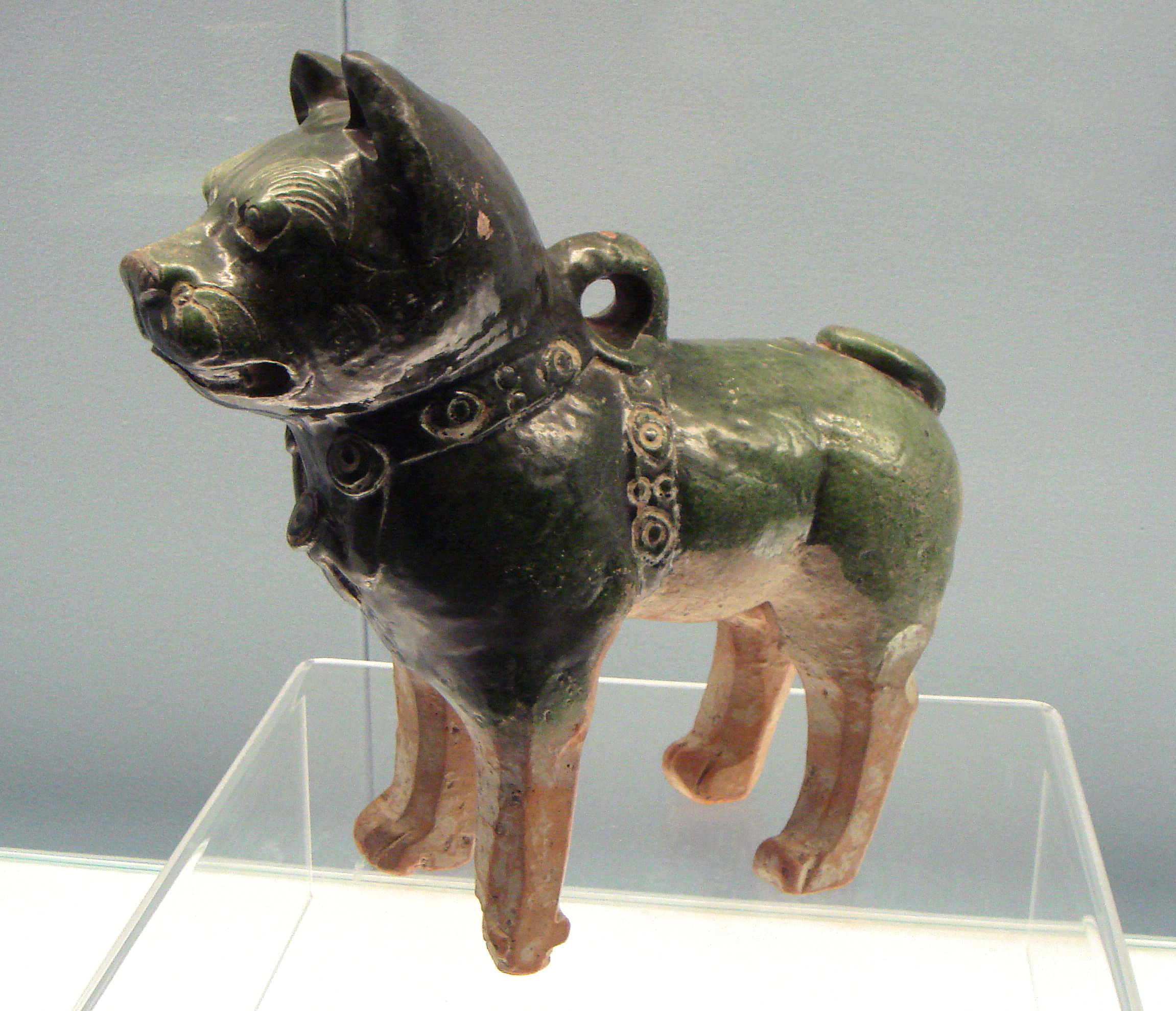

녹유(綠釉) 도자기는 중국에서 한나라 시기(25~220년 CE)에 개발한 유색 도자기의 일종이다. 유색 도자기의 몸체는 유약층으로 두른 점토로 만들어졌으며 800도 온도에서 구웠다.
낮은 화력의 온도로 인해 몸체는 토기이며 유약은 부서지기 쉽고 높은 흡수력을 보이는 물체의 일부에만 적재된다.

## 참고 자료
- Vainker, S.J., Chinese Pottery and Porcelain, 1991, British Museum Press, 9780714114705